# Rhyssemus procerus
Rhyssemus procerus är en skalbaggsart som beskrevs av Rudolph Petrovitz 1973. Rhyssemus procerus ingår i släktet Rhyssemus och familjen Aphodiidae. Inga underarter finns listade i Catalogue of Life.